# Tariffazione telefonica
La tariffazione, in telefonia, è la spesa conseguita dagli utenti per l'effettuazione di una telefonata. Il tipo di tariffazione varia a seconda del tempo e della distanza tra gli abbonati.

## Storia
Il criterio di tariffazione adottato in Italia fino al 1999 dalla SIP prima e da Telecom Italia poi era a scatti anticipati: lo scatto è una unità di valore prestabilito; il ritmo di tassazione, tuttavia, varia a seconda della tipologia di chiamata (urbana, interurbana, interdistrettuale, internazionale, a cellulari). Il sistema a scatti è ancora utilizzato per le telefonate da telefoni pubblici.
Un altro sistema più recente è la tariffazione a secondi: nel quale viene addebitato il pagamento degli effettivi secondi di conversazione. Fino agli anni 2010 era comune tra le compagnie telefoniche italiane un sistema misto, composto da scatto alla risposta e tariffazione a secondi. Negli ultimi anni tuttavia, si sono diffuse offerte a prezzo fisso (meglio note con il corrispettivo inglese flat) in cui sono compresi minuti illimitati per certe categorie di telefonate. Questo tipo di offerte trova maggiore applicazione nei contratti con accesso fibra. Più variegata appare l'offerta dei piani tariffari di telefonia mobile.

## Scatto alla risposta
Sia la tariffazione a scatti sia la tariffazione a secondi possono prevedere anche uno scatto alla risposta, chiamato anche costo di connessione. Lo scatto alla risposta è un costo aggiuntivo addebitato nel momento esatto dell'interconnessione telefonica. Quando si stabilisce la comunicazione fra i due utenti (ovvero quando il destinatario accetta la telefonata e risponde) viene addebitato il relativo costo chiamato appunto "scatto alla risposta", il quale è, solitamente, a carico del chiamante oltre al normale costo a tempo. Nel caso la tariffazione sia a scatti anticipati, il primo scatto della telefonata viene addebitato immediatamente dopo lo scatto alla risposta, con un addebito effettivo di due scatti all'inizio della telefonata. Tale costo giustifica l'insieme delle operazioni tecniche necessarie affinché una chiamata telefonica effettuata da un utente (emittente) sia accettata da un destinatario.
Secondo uno studio del 2007 della Direzione Generale della Società dell'Informazione della Commissione europea del 2007, il costo per lo scatto alla risposta più alto in Europa è in Spagna, dove viene chiamato "establecimiento de llamada".